# كاتدرائية القديس باسيل

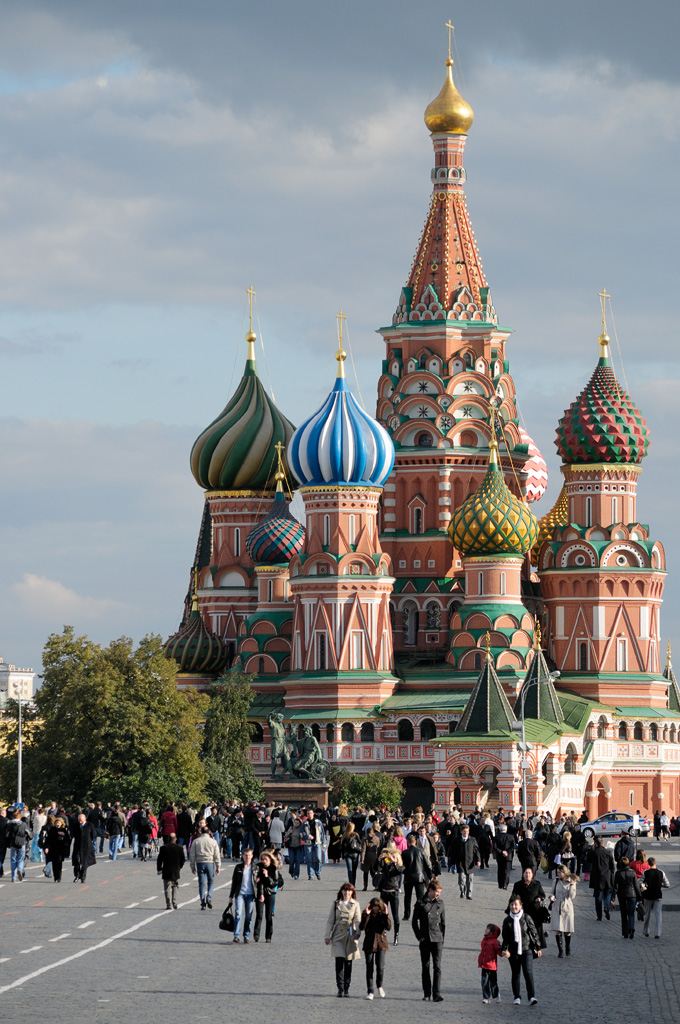
كاتدرائية القديس باسيل

كاتدرائية القديس باسيل (بالروسية Храм Василия Блаженного) هي كاتدرائية تقع في الميدان الأحمر من موسكو، بالقرب من الكرملين، تميزها قباب بصلية الشكل ذات ألوان مبهجة. يكثر الخلط بين هذه الكاتدرائية وكاتدرائية المخلص بالدم الواقعة في سانت بطرسبيرغ. وتعتبر أشهر المباني في روسيا وهي رمز دولي لمدينة موسكو، وسُميت بهذا الاسم لأن الشعب الروسي والقيصر كانا يحبان القديس باسيل.
بدأ العمل في الكاتدرائية بتكليف من إيفان الرابع (المعروف بإيفان الرهيب) للمهندس المعماري بوستنك ياكفلوف في موسكو لتخليد ذكر سقوط خانية قازان واستمر العمل بها من عام 1555 وحتى عام1561م.
تقع الكاتدرائية في الجانب الجنوبي الشرقي من الميدان الأحمر مقابل برج سباسكاي من الكرملين. مبنى الكاتدرائية ليس بالكبير إذ يحتوي على تسعة معابد مبنية على أساس واحد.
التصميم الداخلي للكاتدرائية عبارة عن مجموعة من معابد منفصلة كلا منها مليء بالأيقونات وجدران مدهونة بلألوان البازلتية زهرية اللون من القرون الوسطى وأعمال فنية مختلفة على الجدار الداخلي للقباب. وعلى عكس الكاتدرائيات الغربية التي تحتوي على صحن شاسع ذو طراز فني واحد
لذلك كان يطلب من الجماهير المصلية من أعتبار الساحة الخارجية كمذبح للكاتدرائية وذلك لصغر مساحة الكنيسة ووجود الكثير من الخلوات المنفصلة.
الحديقة الأمامية للكاتدرائية تحتوى على تمثال برونزي احتفاء بكل من ديمتري بوزاركسي وكوزما مينن والذين قادا جيش روسيا التطوعي ضد الغزاة البولنديين في فترة الاضطرابات في أواخر القرن السادس عشر وأوائل القرن السابع عشر.
كانت الخطة المبدئية أن تبنى مجموعة من المعابد كل منها مخصص لأحد القديسين الذي صادف يوم الاحتفاء بهم بفوز القيصر في المعركة. لكن بناء برج وحيد جمع كل تلك المعابد في كاتدرائية واحدة. وتروي أسطورة شعبية شائعة أن إيفان الرابع فقأ عيني المهندس المعماري بوستنك ياكفلوف،ظنا منه أنه سيقوم بمنعه من تصميم كاتدرائية أجمل من كاتدرائية القديس باسيل. لكن الحقيقة أن ياكوفلف قام بتصميم عدة كنائس بعد هذه الكاتدرائية أحدها في قازان.
كما أن مسقط الكنيسة يدل على الرمزية الدينية بشكله المثمن لأنه يرمز لليوم الثامن حسب التقويم العبري لعودة المسيحالمنتظر عيسى ,كماتمثل هذه الكنيسة القدس الجديدة عند الشعب الروسي.

## البناء بأمر إيفان الرهيب
تاريخيًا، كان موقع الكنيسة سوقًا مزدحمًا بين بوابة القديس فرول (المخلص لاحقًا) في الكرملين ومجتمعات البوساد النائية. تميز مركز السوق بكنيسة الثالوث، المبنية بالحجر الأبيض الذي شُيد به كرملين ديمتري دونسكوي (1366 - 1368) وكاتدرائياته. احتفل القيصر إيفان الرابع بكل انتصار في الحرب الروسية القازية من خلال إقامة كنيسة تذكارية خشبية بجوار جدران كنيسة الثالوث، وبحلول نهاية حملته على أستراخان، غطى على الكنيسة تجمع مكون من سبع كنائس خشبية. وفقًا للتقرير الوارد في سجلات نيكون التاريخية، أمر إيفان في خريف عام 1554 ببناء كنيسة الشفاعة الخشبية في نفس الموقع «على الخندق المائي». بعد سنة، أمر أيضًا ببناء كاتدرائية حجرية جديدة في موقع كنيسة الثالوث لإحياء ذكرى حملاته. اعتُبر تكريس الكنيسة للنصر العسكري «بدعة مهمة» لإمارة روسيا آنذاك. كان وضع الكنيسة خارج أسوار الكرملين بيان سياسي لصالح عامة الشعب من مجتمعات البوساد في وجه نظام البويار الأرستقراطي الوراثي.

حدد المفسرون المعاصرون المبنى الجديد بوضوح على أنه كنيسة الثالوث، بعد إضافة هذا الحرم في أقصى الشرق؛ لم تكن الكنيسة قد منحت صفة «كاثوليكون» (كنيسة المحافل الكبيرة) بعد:
عن الثالوث على الخندق في موسكو. في العام نفسه، وبإرادة القيصر واللورد والأمير الأكبر إيفان، بدأ بناء الكنيسة الموعودة، وفًاء بوعده عند الاستيلاء على قازان: الثالوث والشفاعة والسبع أحرام، وتسمى أيضًا «على الخندق». وكان البنّاء بارما وشركاؤه.
   - سجلات بيسكاريوف 1560
هوية المهندس المعماري غير معروفة. قيل إنها بنيت بيد المهندسين بارما وبوستنيك: أدرج السجل الرسمي للتراث الثقافي الروسي اسمي «بارما وبوستنيك ياكوفليف». اقترح بعض الباحثين أن الاسمين يعودان إلى شخص واحد وهو بوستنيك ياكوفليف، أو بدلًا من ذلك، إيفان ياكوفليفتش بارما (فارفلومي). تقول الأسطورة أن إيفان تسبب بعمى المهندس حتى لا يتمكن من إعادة إنشاء التحفة في مكان آخر، لكن العديد من المؤرخين اعتبروا أن هذه مجرد أسطورة، إذ شارك المهندس لاحقًا في بناء كاتدرائية البشارة في موسكو وكذلك في بناء جدران وأبراج الكرملين في قازان. بقي بوستنيك ياكوفليفتش في عمله حتى ستينيات القرن السادس عشر على الأقل. من المحتمل أن هذه الأسطورة قد نشأت من رواية جيروم هورسي عن إيفان الثالث الذي تسبب بعمى مهندس حصن إيفانغورود.
ثمة أدلة على وجود بنّائين من بوسكوف والأراضي الألمانية.

## الطراز المعماري
بما أن الكنيسة ليس لها نظير في العمارة السابقة أو المعاصرة أو اللاحقة الروسية والبيزنطية، فإن المصادر التي ألهمت بارما وبوستنيك محط جدال. رفض يوجين فيولييه لو دوك الجذور الأوروبية للكاتدرائية، معتبرًا أن أقواسها التأسيسية بيزنطية وآسيوية. تقترح فرضية «آسيوية» جديدة أن الكاتدرائية هي إعادة إنشاء لجامع قول شريف، الذي دمرته القوات الروسية بعد حصار قازان.
أكد الكتاب الروس في القرن التاسع عشر، بدءًا من إيفان زابلين، على تأثير كنائس الشمال الروسي الخشبية المحلية، حيث وجدت زخارفهم طريقها إلى المباني الحجرية، خاصة في الكنائس المقدسة التي لم تكن بحاجة إلى استيعاب جماهير كبيرة. كتب ديفيد واتكين أيضًا عن مزيج من الجذور الروسية والبيزنطية، واصفًا الكاتدرائية بأنها «ذروة» العمارة الخشبية الروسية المحلية.
تجمع الكنيسة ما بين التصميم المتدرج للجزء الأقدم (1505-1508) من برج أجراس إيفان الأكبر، والخيمة المركزية لكنيسة الصعود في كولومينسكوي (ثلاثينيات القرن السادس عشر)، والشكل الأسطواني لكنيسة قطع رأس يوحنا المعمدان في دياكوفو (1547)، ولكن أصول هذه المباني الفريدة من نوعها موضع نقاش أيضًا. وفقًا لسيرجي بوديابولسكي فإن الإيطالي بيتروك مالي هو من بنى كنيسة كولومينسكوي، على الرغم من أن التاريخ السائد لم يقبل رأيه بعد. غير أندريه باتالوف عام الانتهاء من كنيسة دياكوفو من 1547 إلى ستينيات أو سبعينيات القرن السادس عشر، وأشار إلى أن كنيسة الثالوث لم يكن لها نظائر سابقة ملموسة على الإطلاق.
اقترح ديميتري شفيدكوفسكي أن الأشكال «الغريبة» لكنيسة الشفاعة وكنيسة صعود المسيح في كولومينسكوي أظهرت نهضة وطنية ناشئة، إذ دمجت العناصر الروسية السابقة مع تأثير عصر النهضة الإيطالي. عملت مجموعة كبيرة من المهندسين المعماريين والحرفيين الإيطاليين في موسكو بشكل مستمر بين عامي 1474 و1539، بالإضافة إلى اللاجئين اليونانيين الذين وصلوا إلى المدينة بعد سقوط القسطنطينية. وفقًا لشفيدكوفسكي، فقد ساعدت هاتان المجموعتان حكام موسكو في صياغة عقيدة روما الثالثة، والتي شجعت بدورها على استيعاب الثقافة اليونانية والإيطالية المعاصرة. أشار شفيدكوفسكي إلى أن مسقط الكاتدرائية مستوحى من مفاهيم إيطالية أدخلت بواسطة أنطونيو دا سانغالو الأصغر ودوناتو برامانتي، ومن كتاب «معاهدة العمارة» لفيلاري. لاحظ باحثون روس آخرون تشابهًا مع رسومات ليوناردو دافنشي، على الرغم من أنه لم يكن معروفًا في موسكو إبان حكم إيفان، وقد لاحظ نيكولاي برونوف تأثير هذه النماذج الأولية لكنه لم يعترف بأهميتها، واقترح أن موسكو في منتصف القرن السادس عشر كان لديها بالفعل مهندسين معماريين محليين مدربين على الطريقة الإيطالية في الرسم المعماري والمنظور، وأن هذه الثقافة قد ضاعت في وقت الاضطرابات.
كتب أندريه باتالوف أنه على ضوء عدد العناصر الجديدة المدخلة إلى كنيسة الثالوث، فمن المرجح أنها بنيت من قبل حرفيين ألمان، ولاحظ باتالوف وشفيدكوفسكي أنه خلال حكم إيفان، حل الألمان والإنجليز محل الإيطاليين، على الرغم من أن التأثير الألماني قد بلغ ذروته لاحقًا خلال عهد ميخائيل رومانوف. يظهر التأثير الألماني بشكل غير مباشر في الأعمدة المتشابكة في الكنيسة المركزية، وهي سمة شائعة في العمارة المعاصرة لشمال أوروبا أكثر من العمارة الإيطالية.
تقدم الطبعة الأكاديمية لعام 1983 لكتاب معالم العمارة في موسكو وجهة نظر وسطية تقول: أن الكنيسة على الأرجح هي نتاج تفاعل معقد بين تقاليد روسية مميزة في العمارة الخشبية والحجرية، مع بعض العناصر المستعارة من أعمال الإيطاليين في موسكو. وعلى وجه التحديد، فإن أسلوب بناء الأقبية بالطوب هو أسلوب إيطالي.

## وصلات خارجية
- (بالروسية) متحف كاثدرائية بوكروفسكي
- (بالروسية) الأورثوذكسية الروسية - عن كاثدرائية بوكرفسكي
- تصوير حي نسخة محفوظة 29 أبريل 2008 على موقع واي باك مشين.